# L'Épopée du moine-guerrier
L'épopée du Moine Guerrier est un livre-jeu écrit par Benjamin Berget en 2017, publié par Mégara Entertainment ,,.

## Résumé
Dos du livre : « Vous avez choisi de vivre retiré du monde au sein d’une paisible abbaye perchée dans les hauteurs de la Pierre Branlante. Mais une catastrophe va vous pousser à affronter les dangers que vous redoutiez tant, et bien plus encore. Au départ de votre aventure, vous menez une vie convenable de moine. Mais à l’extérieur, vous serez confronté à la tentation de faire le mal. Chaque mauvaise action corrompt progressivement votre cœur, mais votre liberté est totale pourvu que vous soyez prêt à en payer le prix ».

## L'univers
Le joueur n’incarne pas un personnage aguerri, mais un anti-héros avec des défauts, des peurs et des vices. Le moine guerrier évolue dans un univers parodiant les classiques du genre héroïc-fantasy. Le livre contient également des clins d’œil à des jeux vidéo et des références à la culture métal au niveau des illustrations. Contrairement aux autres livres-jeux, L’épopée du Moine Guerrier inclut de temps à autre des rencontres érotiques, ce qui le réserve à un public averti.

## Système de jeu
L’originalité par rapport aux autres livres-jeux tient dans le système de combat et surtout dans les choix moraux proposés au joueur : en accumulant les mauvaises actions, le joueur peut débloquer une quête annexe.

## Réception
L'épopée du Moine Guerrier est chroniquée dans le magazine Ravage - Jeux de plateaux : "B. B. Wismerhill propose des Livres dont vous êtes le héros pour public mûr et averti. De l’aventure, des choix non manichéens, de la politique et même une petite touche de sexe assumée en 400 paragraphes".
Dans le webzine la Bibliothèque de Kalte, L’épopée du Moine Guerrier reçoit les notes de 17/ 20 en gameplay et 15/20 en récit : "La scène indépendante a parfois du bon. B. B. Wismerhill est de cette catégorie. Il en est même un des leadeurs, tellement son système de jeu est bon.".
Sur le site Livres-Jeux.fr, L’épopée du Moine Guerrier reçoit les notes de 2,5/5 en plaisir ludique et 2,5/5 en scénario : "L'ambiance rappelle Les Crados, mais dans un monde heroïc fantasy. Au-delà de la volonté d'être irrévérencieux, le livre est construit sur des règles simples, un scénario assez linéaire et une gestion des combats bien pensée". 